# Satellite Award/Film/Bestes Originaldrehbuch
Mit dem Satellite Award Bestes Originaldrehbuch wird ein herausragendes Skript für die Umsetzung eines Films geehrt, das auf keiner anderen zuvor veröffentlichten Publikation beruht.
| Statistik (bis einschließlich Satellite Awards 2022) |                                                           |
| Am häufigsten honorierte Drehbuchautoren             | Tom McCarthy und Martin McDonagh (je zwei Auszeichnungen) |
| Am häufigsten nominierte Drehbuchautoren             | Ethan und Joel Coen (vier Nominierungen, ohne Sieg)       |

Es werden immer jeweils die Drehbuchautoren eines Films des Vorjahres ausgezeichnet.

## Nominierungen und Gewinner

### 1996–1999
| Jahr | Preisträger                                       | Film                                        | Nominierungen |
| ---- | ------------------------------------------------- | ------------------------------------------- | --- |
| 1996 | John Sayles Scott Alexander und Larry Karaszewski | Lone Star Larry Flynt – Die nackte Wahrheit | Ethan und Joel Coen für Fargo Jan Sardi für Shine – Der Weg ins Licht Billy Bob Thornton für Sling Blade – Auf Messers Schneide                                                                                           |
| 1997 | Ben Affleck und Matt Damon                        | Good Will Hunting                           | Paul Thomas Anderson für Boogie Nights Simon Beaufoy für Ganz oder gar nicht Jeremy Brock für Ihre Majestät Mrs. Brown James Cameron für Titanic                                                                          |
| 1998 | Gary Ross                                         | Pleasantville – Zu schön, um wahr zu sein   | David McKenna für American History X Marcos Bernstein und João Emanuel Carneiro für Central Station Robert Rodat für Der Soldat James Ryan Marc Norman und Tom Stoppard für Shakespeare in Love                           |
| 1999 | M. Night Shyamalan                                | The Sixth Sense                             | Alan Ball für American Beauty Charlie Kaufman für Being John Malkovich Paul Thomas Anderson für Magnolia David O. Russell und John Ridley für Three Kings – Es ist schön König zu sein Pamela Gray für A Walk on the Moon |

### 2000–2009
| Jahr | Preisträger                           | Film                                 | Nominierungen |
| ---- | ------------------------------------- | ------------------------------------ | --- |
| 2000 | Kenneth Lonergan                      | You Can Count on Me                  | Cameron Crowe für Almost Famous – Fast berühmt Lee Hall für Billy Elliot – I Will Dance Susannah Grant für Erin Brockovich David Mamet für State and Main |
| 2001 | Milo Addica und Will Rokos            | Monster’s Ball                       | Christopher Nolan für Memento Baz Luhrmann und Craig Pierce für Moulin Rouge Alejandro Amenábar für The Others Louis Mellis und David Scinto für Sexy Beast |
| 2002 | Pedro Almodóvar                       | Sprich mit ihr                       | Mike Leigh für All or Nothing Todd Haynes für Dem Himmel so fern Mike White für The Good Girl Burr Steers für Igby Nicole Holofcener für Lovely & Amazing |
| 2003 | Sofia Coppola                         | Lost in Translation                  | Guillermo Arriaga für 21 Gramm Frank Hannah und Wayne Kramer für The Cooler – Alles auf Liebe Catherine Hardwicke und Nikki Reed für Dreizehn Quentin Tarantino und Uma Thurman für Kill Bill – Volume 1 Tom McCarthy für Station Agent                                                                    |
| 2004 | James L. White                        | Ray                                  | John Logan für Aviator Stuart Beattie für Collateral Terry George und Keir Pearson für Hotel Ruanda Bill Condon für Kinsey – Die Wahrheit über Sex Wes Anderson und Noah Baumbach für Die Tiefseetaucher                                                                                                   |
| 2005 | George Clooney und Grant Heslov       | Good Night, and Good Luck.           | Don Roos für Happy Endings Paul Haggis und Robert Moresco für L.A. Crash Rodrigo García für Nine Lives Noah Baumbach für Der Tintenfisch und der Wal Ayad Akhtar, Joseph Castelo und Tom Glynn für The War Within                                                                                          |
| 2006 | Peter Morgan                          | Die Queen                            | Guillermo Arriaga und Alejandro González Iñárritu für Babel Pascal Bonitzer, Laurent Guyot und André Téchiné für Changing Times Luiz Carlos Barreto, Elena Soarez und Andrucha Waddington für The House of Sand Pedro Almodóvar für Volver – Zurückkehren Paul Laverty für The Wind That Shakes the Barley |
| 2007 | Diablo Cody                           | Juno                                 | Nancy Oliver für Lars und die Frauen Steven Knight für Tödliche Versprechen – Eastern Promises Scott Frank für Die Regeln der Gewalt Kelly Masterson für Tödliche Entscheidung – Before the Devil Knows You’re Dead Tony Gilroy für Michael Clayton                                                        |
| 2008 | Tom McCarthy                          | Ein Sommer in New York – The Visitor | Baz Luhrmann für Australia Courtney Hunt für Frozen River Dustin Lance Black für Milk Grant Nieporte für Sieben Leben |
| 2009 | Scott Neustadter und Michael H. Weber | (500) Days of Summer                 | Ethan und Joel Coen für A Serious Man Jane Campion für Bright Star Mark Boal für Tödliches Kommando – The Hurt Locker Pete Docter und Bob Peterson für Oben |

### 2010–2019
| Jahr | Preisträger                             | Film                                      | Nominierungen |
| ---- | --------------------------------------- | ----------------------------------------- | --- |
| 2010 | David Seidler                           | The King’s Speech                         | Chris Provenzano und C. Gaby Mitchell für Am Ende des Weges – Eine wahre Lügengeschichte Alejandro González Iñárritu, Armando Bó und Nicolás Giacobone für Biutiful Conor McPherson und Billy Roche für The Eclipse Christopher Nolan für Inception Lisa Cholodenko und Stuart Blumberg für The Kids Are All Right Michael Arndt, Andrew Stanton, Lee Unkrich und John Lasseter für Toy Story 3 |
| 2011 | Terrence Malick                         | The Tree of Life                          | Michel Hazanavicius für The Artist John Michael McDonagh für The Guard – Ein Ire sieht schwarz René Féret für Nannerl, la soeur de Mozart Abi Morgan und Steve McQueen für Shame Paddy Considine für Tyrannosaur – Eine Liebesgeschichte |
| 2012 | Mark Boal                               | Zero Dark Thirty                          | John Gatins für Flight Paul Thomas Anderson für The Master Wes Anderson und Roman Coppola für Moonrise Kingdom Kim Ki-duk für Pieta Éric Toledano und Olivier Nakache für Ziemlich beste Freunde |
| 2013 | Eric Warren Singer und David O. Russell | American Hustle                           | Woody Allen für Blue Jasmine Nicole Holofcener für Genug gesagt Spike Jonze für Her Ethan und Joel Coen für Inside Llewyn Davis Kelly Marcel und Sue Smith für Saving Mr. Banks |
| 2014 | Dan Gilroy                              | Nightcrawler                              | Alejandro González Iñárritu, Nicolás Giacobone, Alexander Dinelaris und Armando Bó für Birdman oder (Die unverhoffte Macht der Ahnungslosigkeit) Richard Linklater für Boyhood Phil Lord und Christopher Miller für The LEGO Movie Ira Sachs und Mauricio Zacharias für Liebe geht seltsame Wege Ava DuVernay und Paul Webb für Selma                                                           |
| 2015 | Josh Singer und Tom McCarthy            | Spotlight                                 | Josh Cooley, Meg LeFauve und Pete Docter für Alles steht Kopf Matt Charman, Ethan und Joel Coen für Bridge of Spies – Der Unterhändler Michael A. Lerner und Oren Moverman für Love & Mercy Andrea Berloff, Jonathan Herman für Straight Outta Compton Abi Morgan für Suffragette – Taten statt Worte                                                                                           |
| 2016 | Barry Jenkins                           | Moonlight                                 | Matt Ross für Captain Fantastic – Einmal Wildnis und zurück Taylor Sheridan für Hell or High Water Damien Chazelle für La La Land Giorgos Lanthimos und Efthymis Filippou für The Lobster Kenneth Lonergan für Manchester by the Sea |
| 2017 | Martin McDonagh                         | Three Billboards Outside Ebbing, Missouri | Sean Baker und Chris Bergoch für The Florida Project Greta Gerwig für Lady Bird Christopher Nolan für Dunkirk Jordan Peele für Get Out Guillermo del Toro und Vanessa Taylor für Shape of Water – Das Flüstern des Wassers |
| 2018 | Alfonso Cuarón                          | Roma                                      | Bo Burnham für Eighth Grade Deborah Davis und Tony McNamara für The Favourite – Intrigen und Irrsinn Paul Schrader für First Reformed Nick Vallelonga, Brian Hayes Currie und Peter Farrelly für Green Book – Eine besondere Freundschaft John Krasinski, Scott Beck und Bryan Woods für A Quiet Place                                                                                          |
| 2019 | Noah Baumbach                           | Marriage Story                            | Lulu Wang für The Farewell Jez Butterworth, John-Henry Butterworth und Jason Keller für Le Mans 66 – Gegen jede Chance Quentin Tarantino für Once Upon a Time in Hollywood Pedro Almodóvar für Leid und Herrlichkeit Bong Joon-ho und Han Jin-won für Parasite |

### Ab 2020
| Jahr | Preisträger                    | Film                      | Nominierungen |
| ---- | ------------------------------ | ------------------------- | --- |
| 2020 | Emerald Fennell                | Promising Young Woman     | Jack Fincher für Mank Lee Isaac Chung für Minari – Wo wir Wurzeln schlagen Andy Siara für Palm Springs Pete Docter, Mike Jones und Kemp Powers für Soul Aaron Sorkin für The Trial of the Chicago 7                           |
| 2021 | Kenneth Branagh                | Belfast                   | Mike Mills für Come on, Come on Asghar Farhadi für A Hero – Die verlorene Ehre des Herrn Soltani Paul Thomas Anderson für Licorice Pizza Pedro Almodóvar für Parallele Mütter (Madres paralelas) Zach Baylin für King Richard |
| 2022 | Martin McDonagh                | The Banshees of Inisherin | Lukas Dhont und Angelo Tijssens für Close Daniel Kwan und Daniel Scheinert für Everything Everywhere All at Once Steven Spielberg und Tony Kushner für Die Fabelmans Todd Field für Tár Ruben Östlund für Triangle of Sadness |
| 2023 | Bradley Cooper und Josh Singer | Maestro                   | Justine Triet und Arthur Harari für Anatomie eines Falls Greta Gerwig und Noah Baumbach für Barbie David Hemingson für The Holdovers Samy Burch für May December Celine Song für Past Lives – In einem anderen Leben          |
| 2024 | Jesse Eisenberg                | A Real Pain               | Sean Baker für Anora Brady Corbet und Mona Fastvold für Der Brutalist Mike Leigh für Hard Truths Mohammad Rasulof für Die Saat des heiligen Feigenbaums Coralie Fargeat für The Substance                                     |